# Tour de la Charanta Marítima femení
El Tour de la Charanta Marítima femení (en francès Tour de Charente-Maritime féminin) és una competició ciclista per etapes de categoria femenina que es disputa per les carreteres de la Charanta Marítima (França). La cursa es creà el 2000.

## Palmarès
| Any  | Vencedora                             | Segona                                | Tercera                               |
| ---- | ------------------------------------- | ------------------------------------- | ------------------------------------- |
| 2000 | Élisabeth Chevanne-Brunel             | Sabine Gentieu                        | Carine Peter                          |
| 2001 | Delphine Guille                       | Élodie Touffet                        | Delphine Tonini                       |
| 2002 | Ludivine Henrion                      | Jaëlle Balard                         | Delphine Tonini                       |
| 2003 | Ludivine Henrion                      | Fanny Riberot                         | Mathilde Boullay                      |
| 2004 | Béatrice Thomas                       | Nathalie Cadol                        | Sandrine Revol                        |
| 2005 | Tamara Boyd                           | Kateryna Krasova                      | Paddy Walker                          |
| 2006 | Pascale Jeuland                       | Karine Gautard                        | Florence Girardet                     |
| 2007 | Maryline Salvetat                     | Florence Girardet                     | Fanny Riberot                         |
| 2008 | Edwige Pitel                          | Christel Ferrier-Bruneau              | Karine Gautard                        |
| 2009 | Mélodie Lesueur                       | Edita Unguryte                        | Béatrice Thomas                       |
| 2010 | Pascale Jeuland                       | Rosane Kirch                          | Urte Juodvalkyte                      |
| 2011 | Aude Biannic                          | Andrea Graus                          | Marie-Laure Cloarec                   |
| 2012 | Coralie Demay                         | Alexandra Tondeur                     | Sandrine Bideau                       |
| 2013 | Tetyana Riabchenko                    | Karol-Ann Canuel                      | Séverine Eraud                        |
| 2014 | Sarah Roy                             | Lucie Pader                           | Coralie Demay                         |
| 2015 | Sari Saarelainen                      | Charlotte Bravard                     | Pauline Allin                         |
| 2016 | Charlotte Bravard                     | Séverine Eraud                        | Annabelle Dreville                    |
| 2017 | Shara Gillow                          | Coralie Demay                         | Pauline Allin                         |
| 2018 | Lucie Jounier                         | Pauline Allin                         | Paula Patiño                          |
| 2019 | Léa Curinier                          | Typhaine Laurance                     | Lucie Jounier                         |
| 2020 | Anul·lada per l'epidèmia del COVID-19 | Anul·lada per l'epidèmia del COVID-19 | Anul·lada per l'epidèmia del COVID-19 |
| 2021 | Séverine Eraud                        | Maëva Squiban                         | Anaïs Morichon                        |
| 2022 | Marion Borras                         | Fernanda Yapura                       | Chloé Charpentier                     |
| 2023 | Maëva Squiban                         | Marine Mauge                          | Fernanda Yapura                       |